# پگزوود
پگزوود (به انگلیسی: Pegswood) یک روستا و محله مدنی در بریتانیا است که در نورث‌آمبرلند واقع شده‌است. پگزوود ۳٬۲۸۰ نفر جمعیت دارد.